# Litevský litas
Litevský litas byl zákonným platidlem pobaltského státu Litva. Jeho ISO 4217 kód byl LTL. Množné číslo této měny je v litevštině litai nebo litų. Jedna setina litasu se nazývala centas (množné číslo centai).

## Historie
Litas byl v Litvě používán mezi lety 1922 a 1940, kdy byla Litva nezávislý stát. V roce 1940 se ale stala součástí Sovětského svazu a na litevském území se začala používat měna SSSR - sovětský rubl. Po znovuzískání nezávislosti obnovila v roce 1993 svou národní měnu a vrátila se zpět k litasu.
Litva vstoupila 1. května 2004 spolu s dalšími devíti zeměmi do Evropské unie. Jedním z závazků vyplývajících z přistoupení k EU je, že vstupující stát, až splní všechny podmínky, zavede místo své národní měny společnou evropskou měnu euro. Litevská měna byla od 28. června 2004 do 31. prosince 2014 zahrnuta do ERM II, což je předstupeň pro zavedení eura. Pevný směnný kurs mezi litasem a eurem byl stanoven na 3,45280 LTL =1 EUR. Tento kurs se směl pohybovat v rozmezí ±15 %, ale pobaltský stát dobrovolně dodržoval pevný kurz bez možné odchylky - tzn ±0 %. Litva hodlala vstoupit do eurozóny k 1. lednu 2007, ale nesplnila inflační podmínku přijetí. Euro bylo v Litvě zavedeno následně až 1. ledna 2015.

## Mince a bankovky

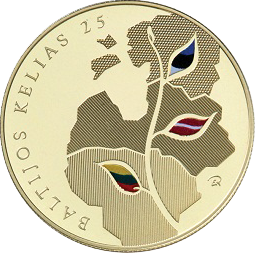
Litevský litas s motivem výročí "25 let od událostí Baltského řetezu

Mince měly nominální hodnoty 1, 2, 5, 10, 20 a 50 centai, 1, 2 a 5 litai.

Mince litevského litu
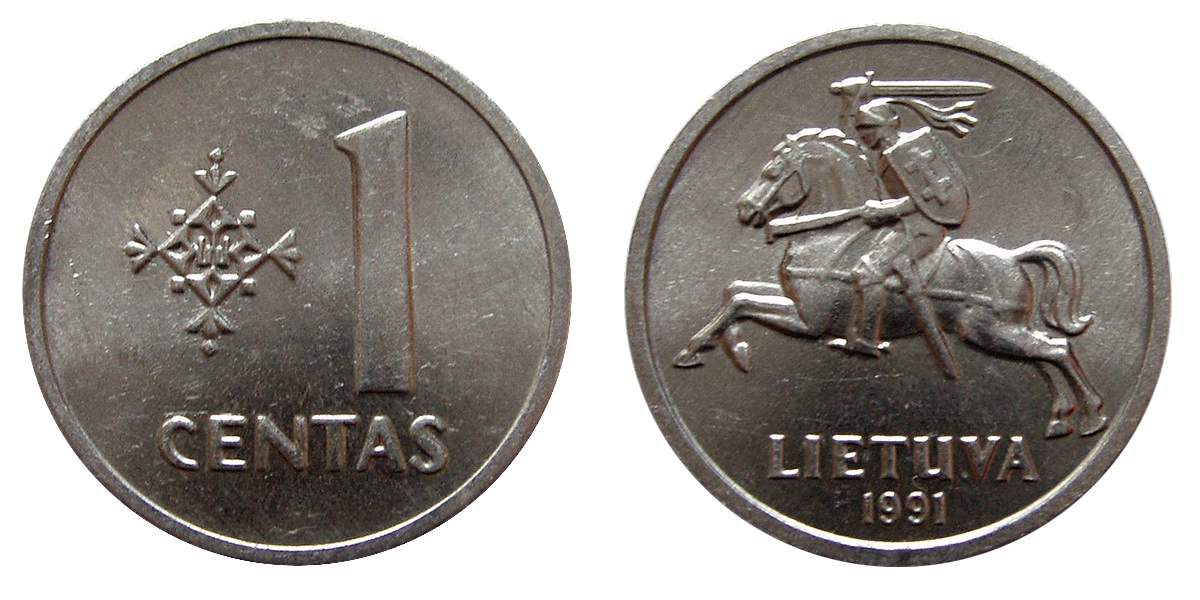
1 centas
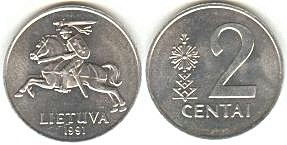
2 centai
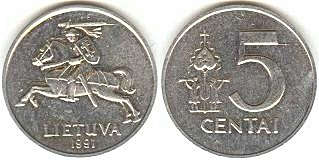
5 centai
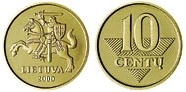
10 centų
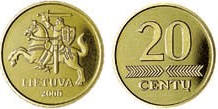
20 centų
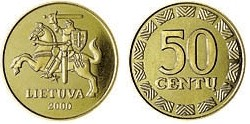
50 centų
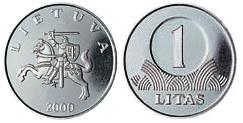
1 litas
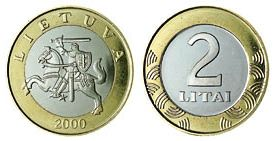
2 litai
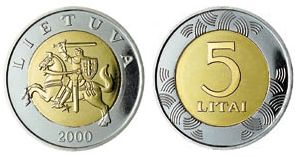
5 litai

Bankovky byly tisknuty v nominálních hodnotách 10, 20, 50, 100, 200 a 500 litai.

Bankovky litevského litu
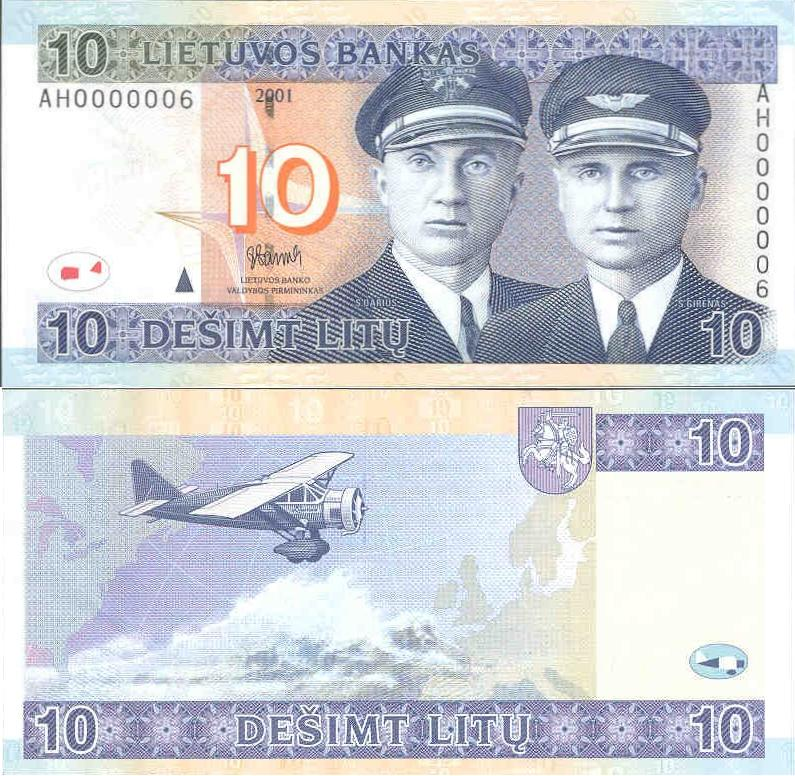
10 litų
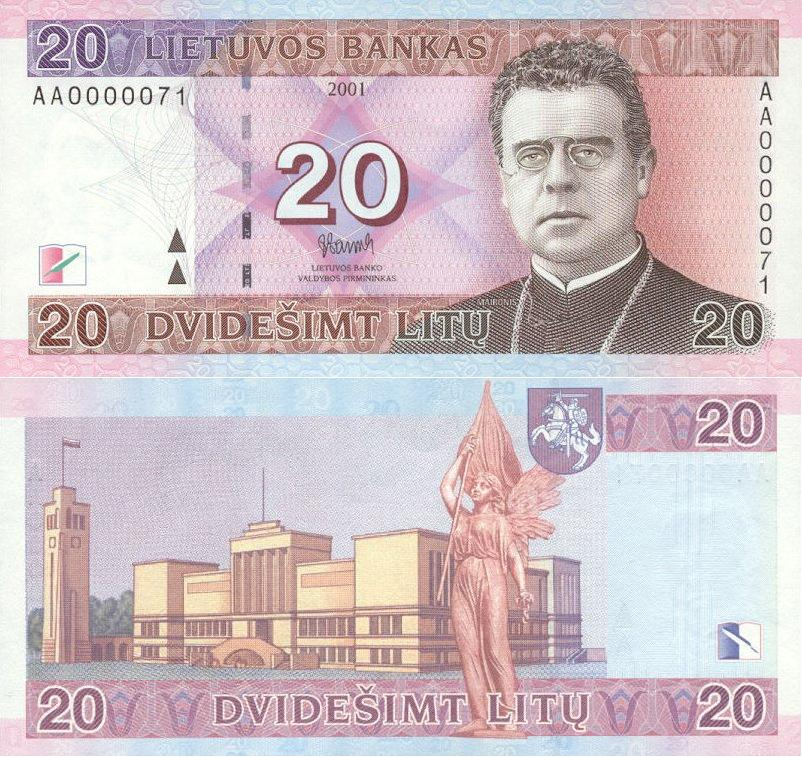
20 litų
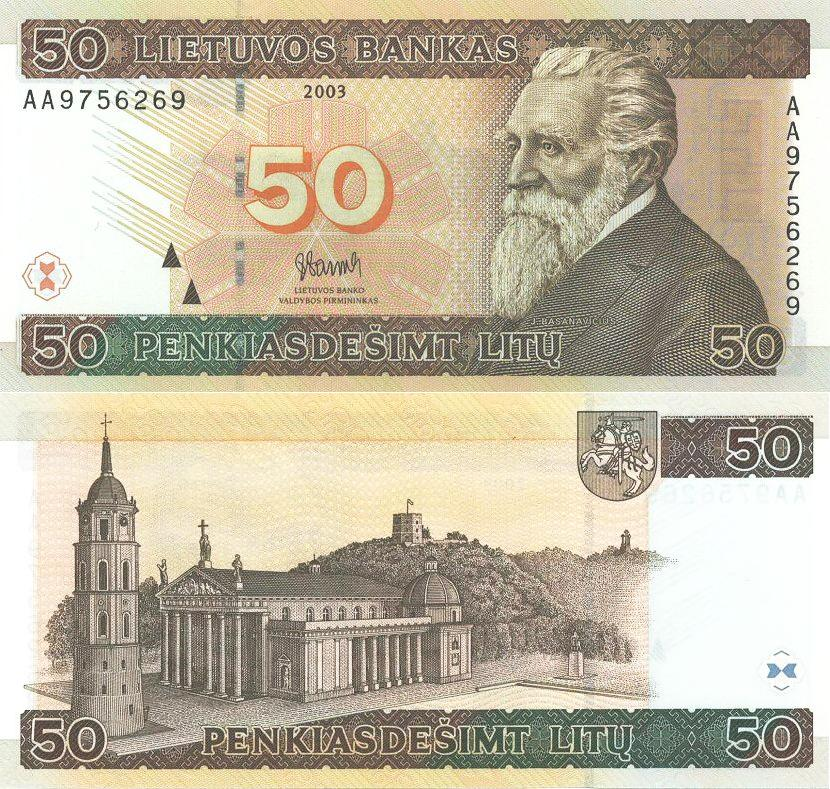
50 litų
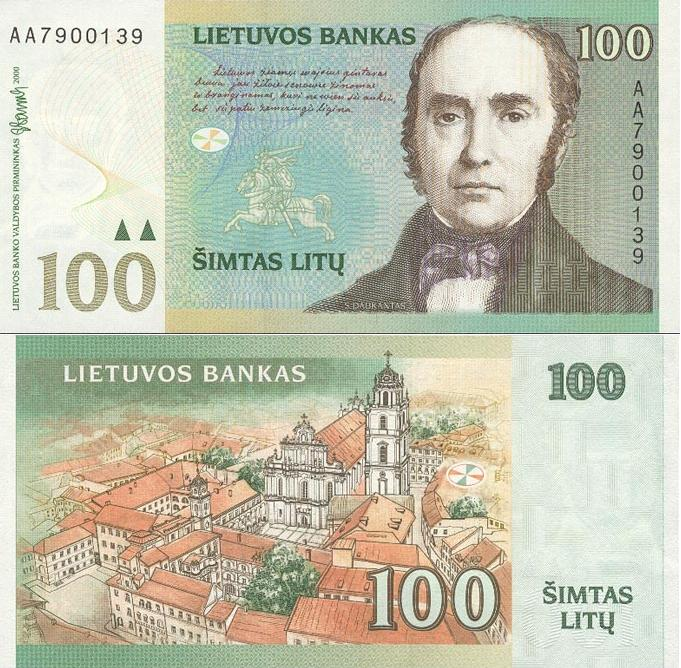
100 litų
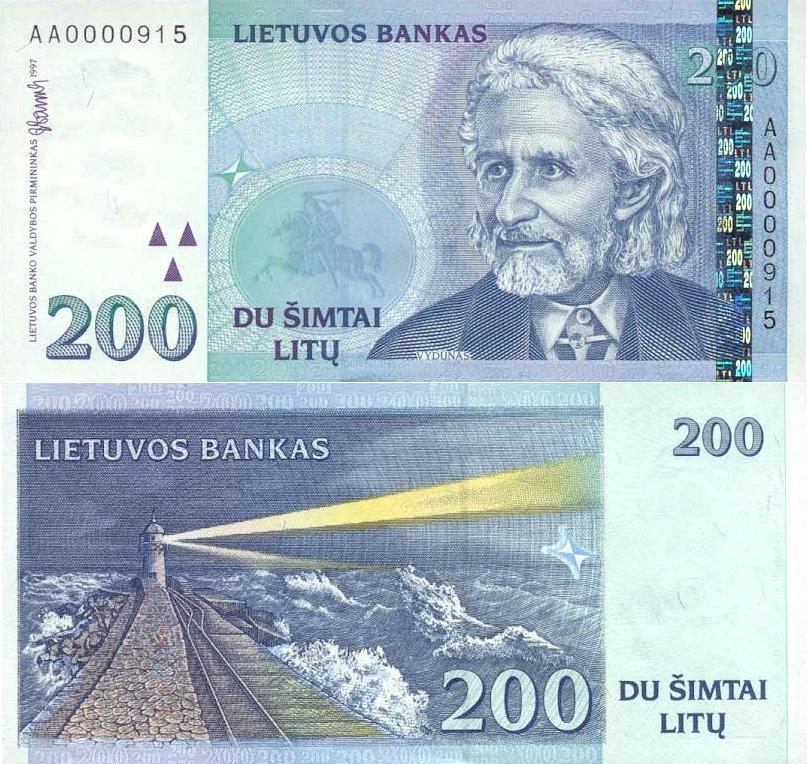
200 litų
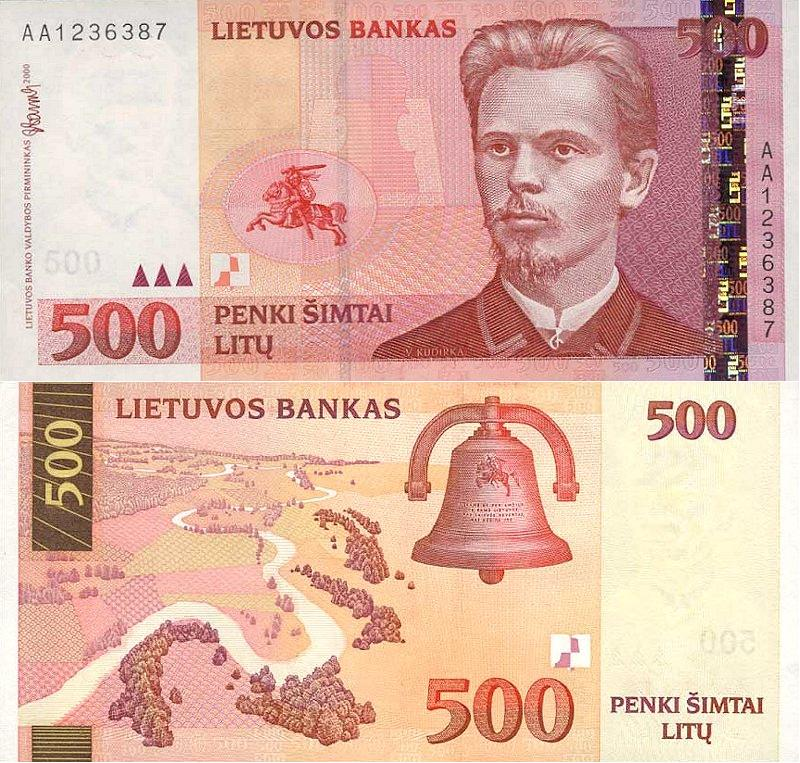
500 litų